# Balsièges
Balsièges (IPA: [balˈsɛːʒ]; okcitán nyelven Balsièja) község Franciaország déli részén, Lozère megyében. 2011-ben 524 lakosa volt.

## Fekvés
Balsièges a Lot folyó bal partján fekszik, a Bramont torkolatánál, Mende-tól 7,5 km-re nyugatra. Fontos közlekedési csomópont, itt ágazik el az N88-as (a Lot völgyében haladó) főútról az N106-os, mely Florac (32 km) és Alès (97 km) felé teremt összeköttetést. Vasútállomás a Translozérien-vonalon.
A Lot és a Bramont völgyét 1000 m fölé magasodó mészkőfennsíkok (causse-ok) veszik körül: délről a Causse de Sauveterre, keletről a Causse de Mende, északról pedig a Causse de Changefège. Közigazgatásilag a következő szórványtelepülések tartoznak Balsièges-hez: Changefège, l’Archette, Le Villaret, Bramonas. Területe 652–1093 m-es tengerszint feletti magasságban fekszik. A községterület 28%-át (910 hektár) erdő borítja.
Északról Mende, keletről Saint-Bauzile, délről Sainte-Enimie, nyugatról pedig Chanac és Barjac községekkel határos.

## Történelem
Balsièges-t a mende-i püspök birtokaként 1237-ben említik először. Bramonast 1297-ben mansi de Bramonacio néven említik, a forradalomig önálló parókiája volt. A 13. században Odilon de Mercœur püspök kastélyt építtetett itt, melyet a protestáns hadvezér, Mathieu Merle 1580-ban lerombolt. Az 1660-as években a Choizal-család kastélyt építtetett a falu mellett (1796-ban mint emigránsok tulajdonát eladták, később mezőgazdasági célokat szolgált). A falu lakosságszáma az 1980-as évek óta növekszik az ideköltözők révén.

### Demográfia
| Év   | Lakosság |
| ---- | -------- |
| 1793 | 502      |
| 1851 | 712      |
| 1876 | 611      |
| 1901 | 489      |
| 1936 | 349      |

| Év   | Lakosság |
| ---- | -------- |
| 1946 | 344      |
| 1954 | 296      |
| 1962 | 328      |
| 1968 | 365      |

| Év   | Lakosság |
| ---- | -------- |
| 1975 | 352      |
| 1982 | 313      |
| 1990 | 428      |
| 1999 | 508      |
| 2010 | 517      |

## Nevezetességek
- Saint-Martin-plébániatemplom - a 13. században épült.
- Saint-Pierre-templom - a Bramonasban található templomot egy 14. századi kápolna helyén 1810-ben építették.
- Bramonasban és Changefège-ben neolit kori dolmenek találhatóak.
- Choizal-kastély - a 17. században épült a Causse de Sauveterre-en, a falutól 5 km-re délre.
- Hermitage Saint-Thédodore - a barlangnál található kegyhelyen kis kápolna található.
- Régi malom - 1782-ben épült.
- A szakrális kisemlékek között két útmenti kereszt (1792-ből és 1846-ból), valamint a 18. századi temetői kereszt érdemel említést.

## Képtár

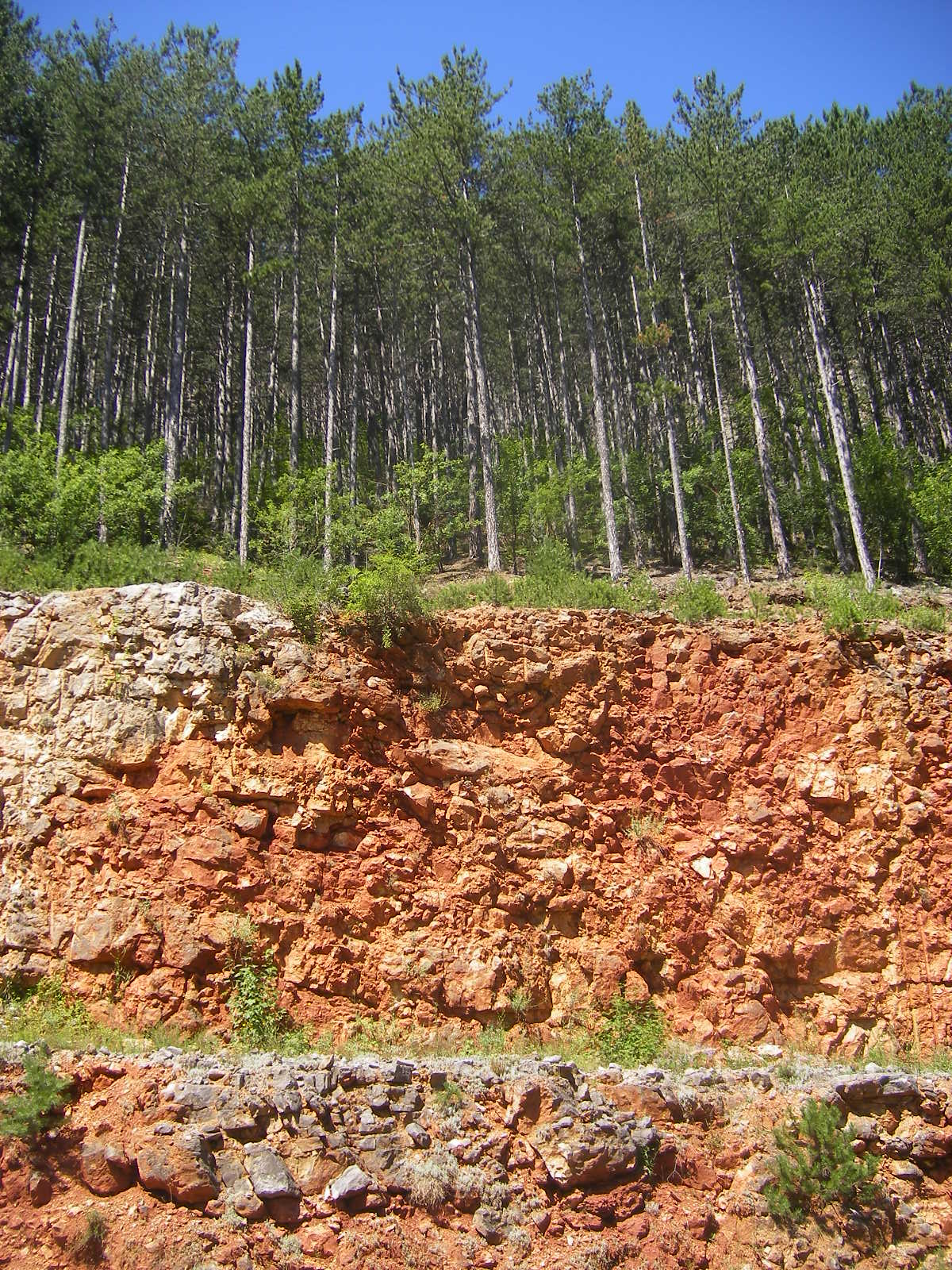
Gránitkibukkanás a Lot völgyében
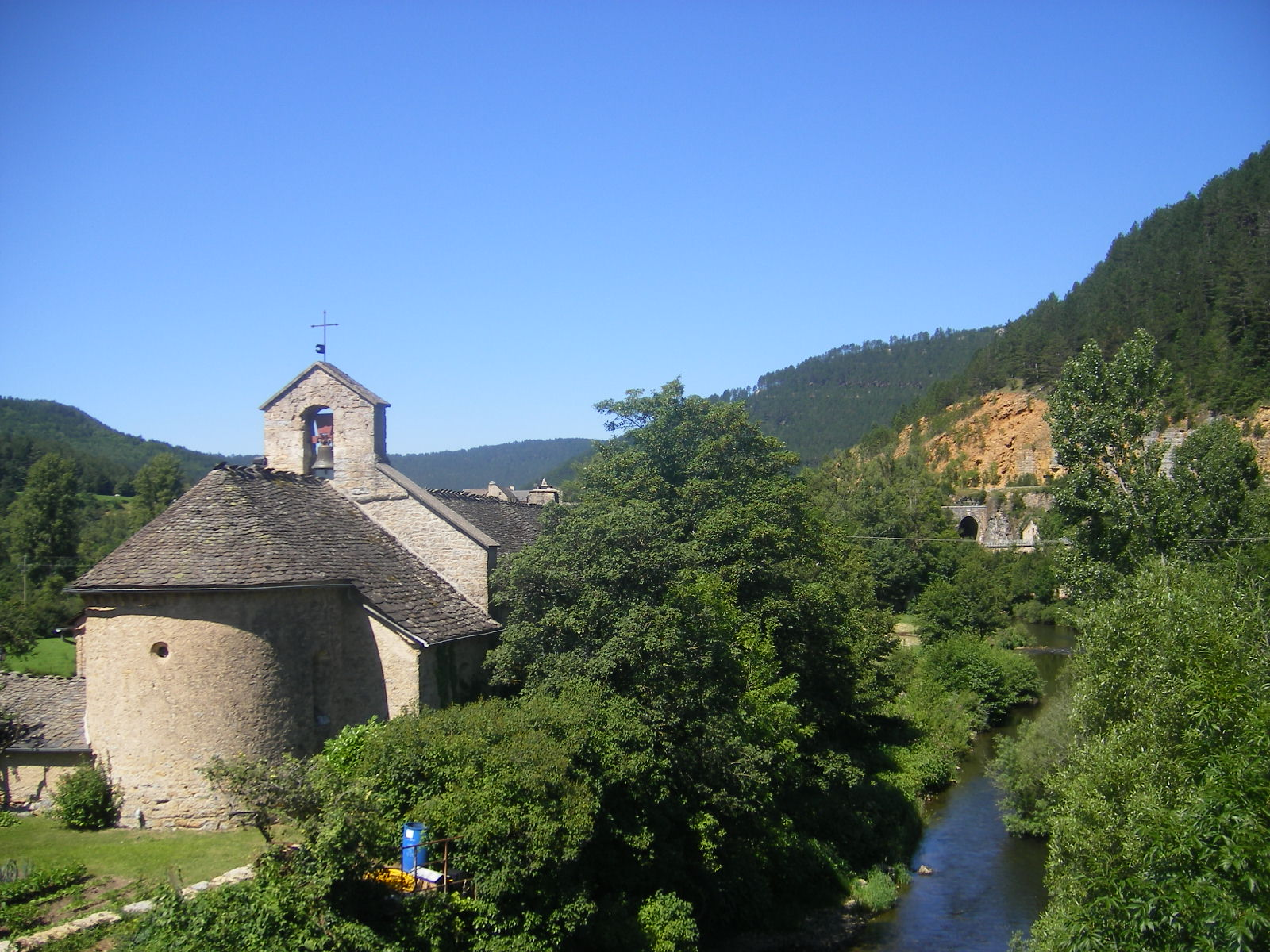
Balsièges látképe
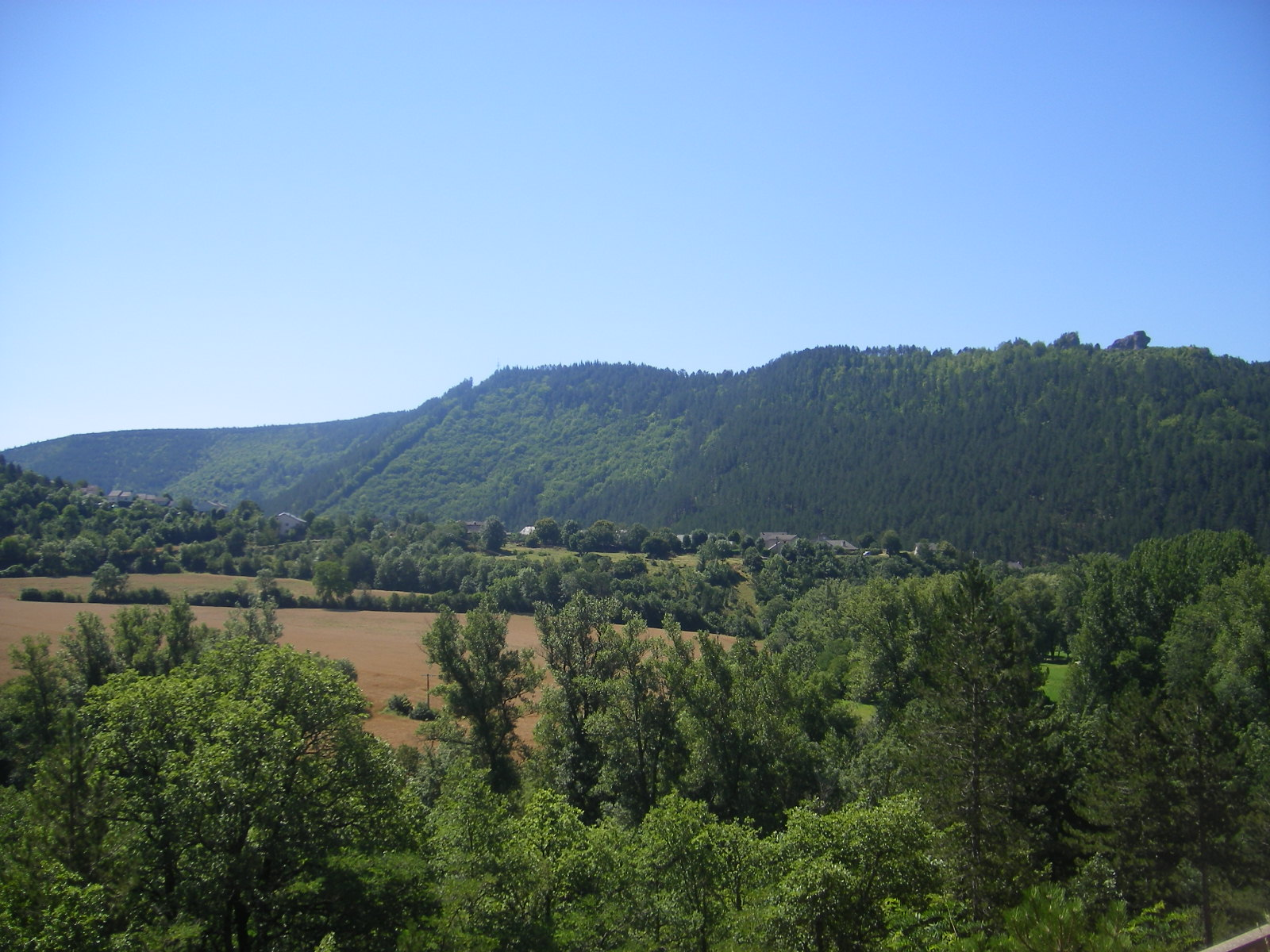
A Lot völgye Balsièges-nél
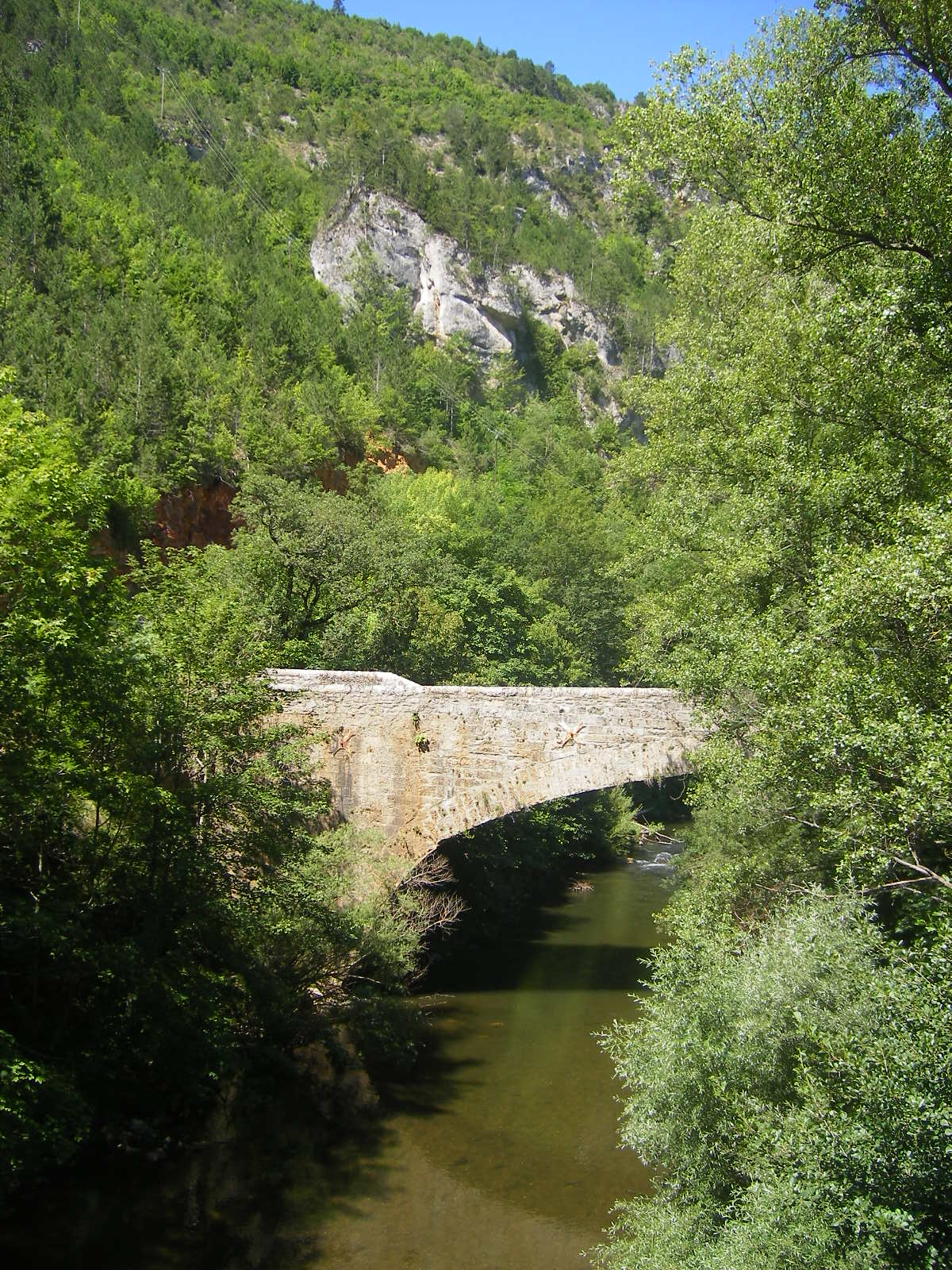
18. századi kőhíd a Lot-n (Le Pont-Neuf)
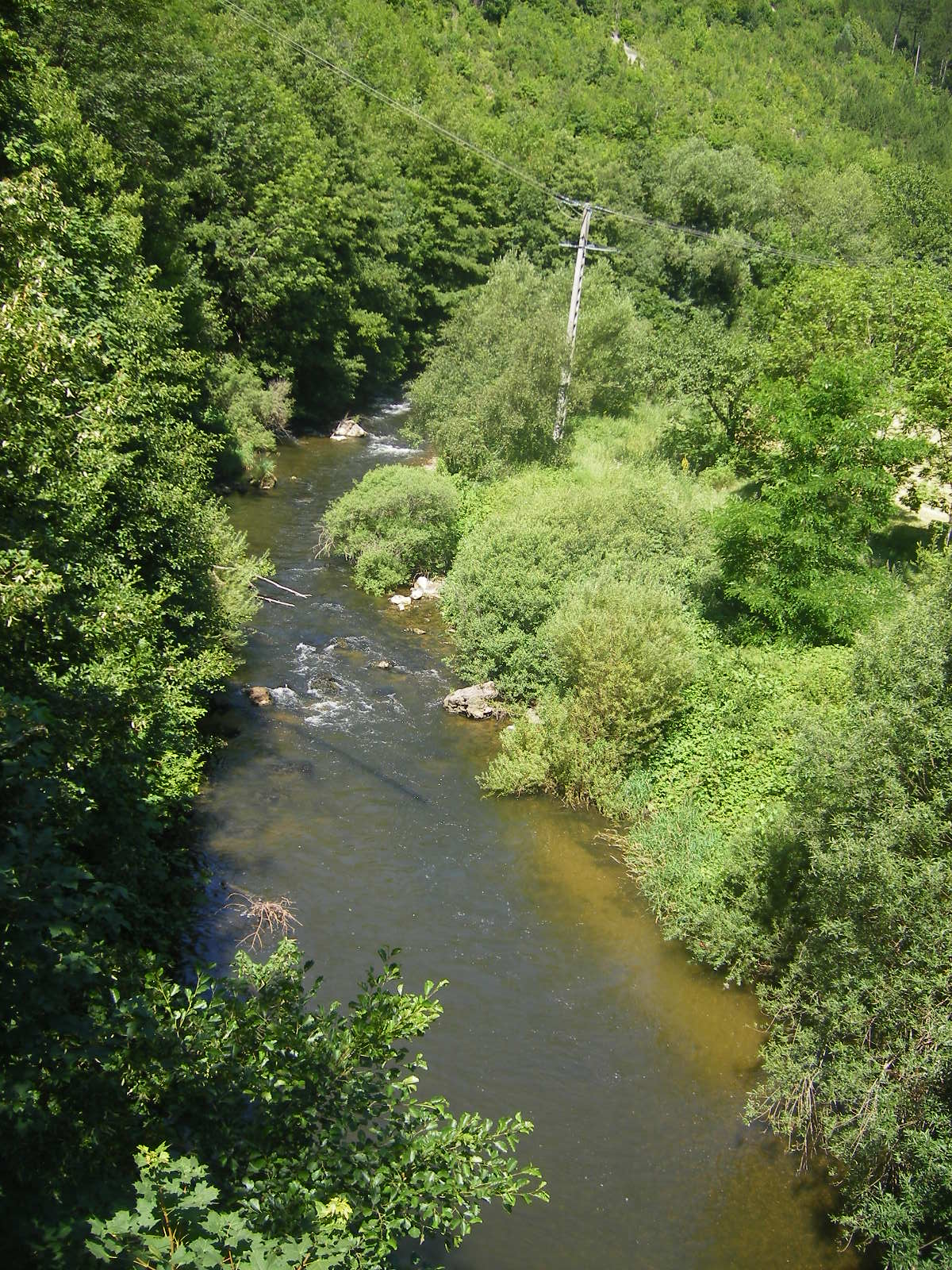
A Lot Balsièges felett
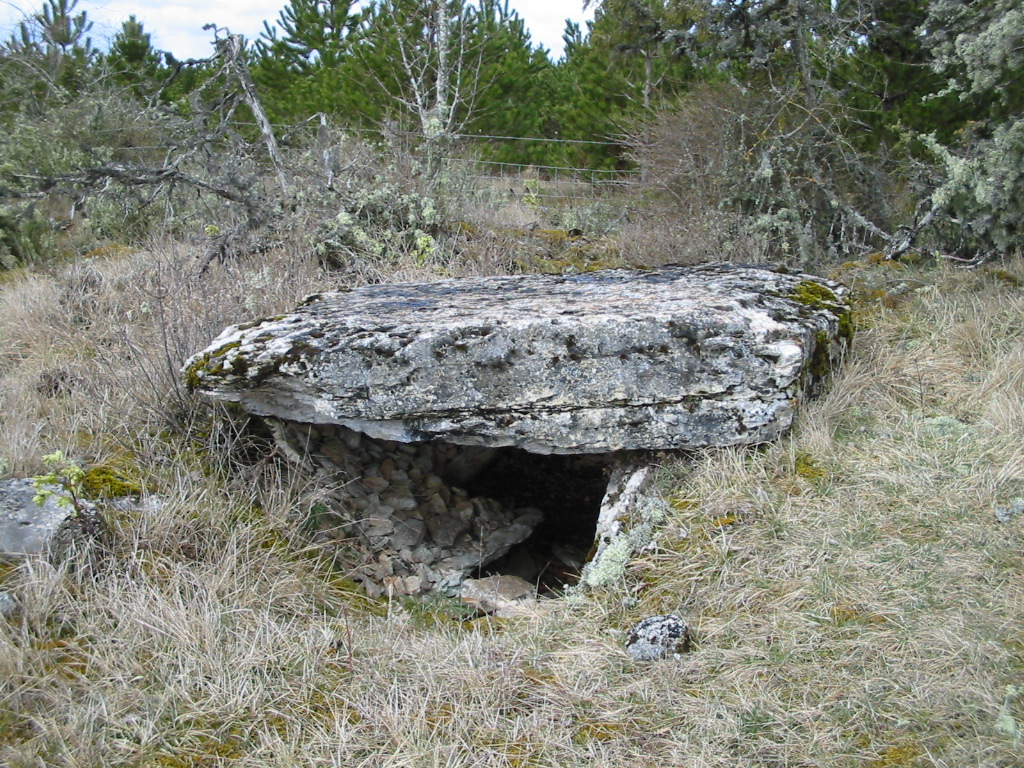
A Bramonas-i dolmen
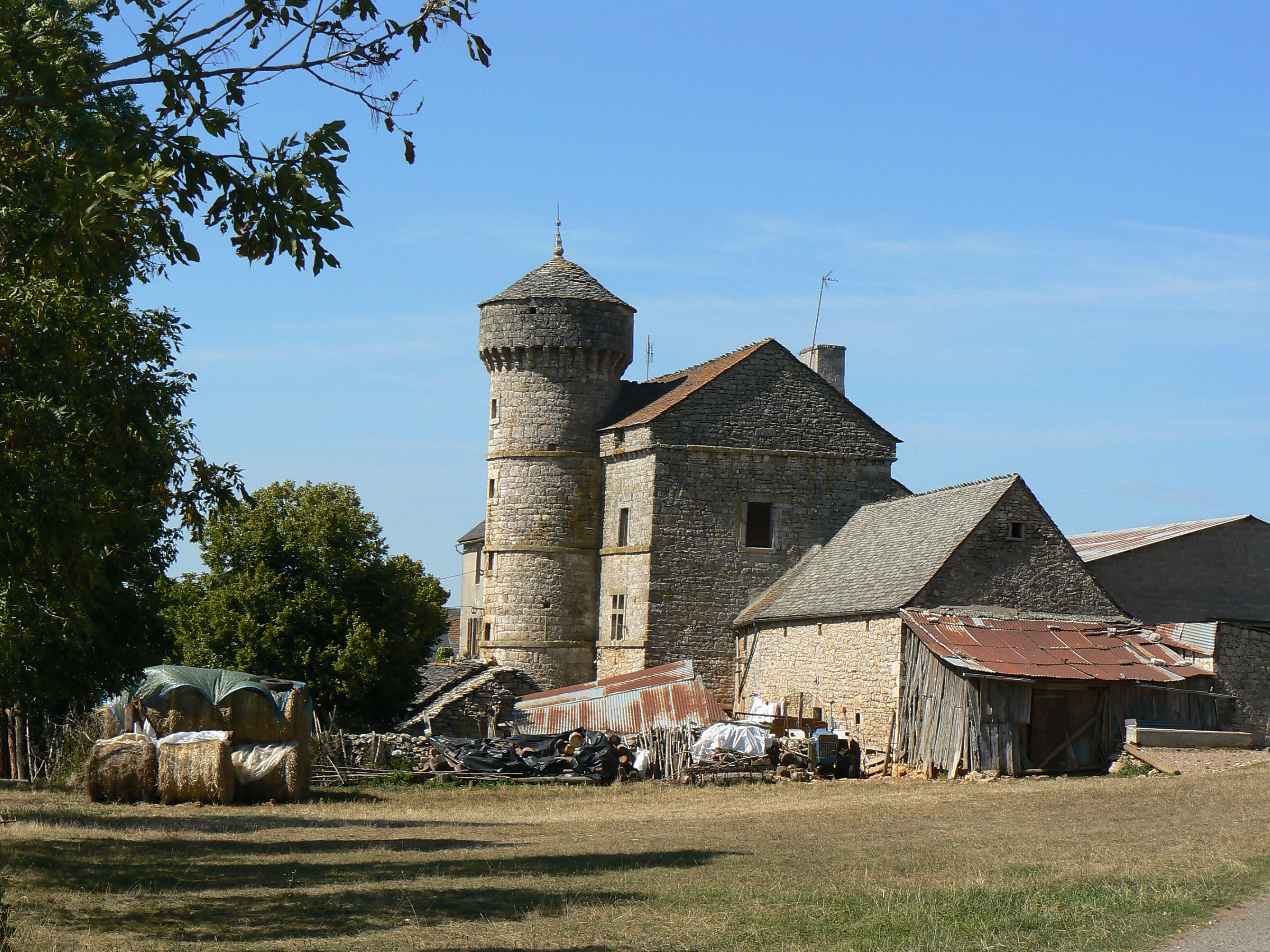
A Choizal-kastély

## Kapcsolódó szócikk
- Lozère megye községei